# Chabris
Cet article possède un paronyme, voir Chablis (Yonne).
Chabris est une commune française située dans le département de l'Indre, en région Centre-Val de Loire.

## Géographie

### Localisation
La commune est située dans le nord du département, à la limite avec le département de Loir-et-Cher, dans la région naturelle du Boischaut Nord.
Les communes limitrophes sont : Gièvres (3 km), Menetou-sur-Nahon (4 km), Sembleçay (4 km), Val-Fouzon (6 km), La Chapelle-Montmartin (7 km), Selles-sur-Cher (8 km), La Vernelle (9 km) et Dun-le-Poëlier (9 km).
Les communes chefs-lieux et préfectorales sont : Valençay (12 km), Issoudun (42 km), Châteauroux (49 km), La Châtre (79 km) et Le Blanc (82 km).

### Hameaux et lieux-dits
Les hameaux et lieux-dits de la commune sont : la Motte, les Poiriers, Villeret, le Marais, les Dupins, la Frèna, le Haut-Bois, le Haut-Labeur, les Petits Ajoncs, les Galliers, les Goujonneaux, les Souches, la Vacherie, la Petite Vacherie, Gâtine, Malpogne, les Bizeaux et la Chaumendin.

### Géologie et hydrographie
La commune est classée en zone de sismicité 2, correspondant à une sismicité faible.
Le territoire communal est arrosé par les rivières Cher et Fouzon.

### Climat
Pour des articles plus généraux, voir Climat du Centre-Val de Loire et Climat de l'Indre.
En 2010, le climat de la commune est de type climat océanique dégradé des plaines du Centre et du Nord, selon une étude du CNRS s'appuyant sur une série de données couvrant la période 1971-2000. En 2020, Météo-France publie une typologie des climats de la France métropolitaine dans laquelle la commune est exposée à un climat océanique altéré et est dans la région climatique Centre et contreforts nord du Massif Central, caractérisée par un air sec en été et un bon ensoleillement.
Pour la période 1971-2000, la température annuelle moyenne est de 11,4 °C, avec une amplitude thermique annuelle de 14,9 °C. Le cumul annuel moyen de précipitations est de 658 mm, avec 10,4 jours de précipitations en janvier et 6,6 jours en juillet. Pour la période 1991-2020, la température moyenne annuelle observée sur la station météorologique de Météo-France la plus proche, « Romorantin-Pruniers », sur la commune de Gièvres à 3 km à vol d'oiseau, est de 11,6 °C et le cumul annuel moyen de précipitations est de 695,7 mm,. Pour l'avenir, les paramètres climatiques de la commune estimés pour 2050 selon différents scénarios d'émission de gaz à effet de serre sont consultables sur un site dédié publié par Météo-France en novembre 2022.
| Mois                                  | jan.             | fév.           | mars            | avril           | mai             | juin            | jui.           | août           | sep.            | oct.            | nov.           | déc.             | année      |
| ------------------------------------- | ---------------- | -------------- | --------------- | --------------- | --------------- | --------------- | -------------- | -------------- | --------------- | --------------- | -------------- | ---------------- | ---------- |
| Température minimale moyenne (°C)     | 1,1              | 0,4            | 2,2             | 3,9             | 7,8             | 11,1            | 12,6           | 12,1           | 8,7             | 7               | 3,5            | 1,4              | 6          |
| Température moyenne (°C)              | 4,6              | 5              | 8               | 10,4            | 14,2            | 17,6            | 19,5           | 19,3           | 15,6            | 12,2            | 7,6            | 4,9              | 11,6       |
| Température maximale moyenne (°C)     | 8,1              | 9,5            | 13,8            | 17              | 20,6            | 24,1            | 26,4           | 26,6           | 22,5            | 17,5            | 11,7           | 8,4              | 17,2       |
| Record de froid (°C) date du record   | −20,9 17.01.1985 | −20 14.02.1929 | −14,7 01.03.05  | −7,1 04.04.1973 | −4,2 07.05.1957 | −0,8 05.06.1976 | 2,4 01.07.1975 | 1,2 25.08.1966 | −2,5 30.09.1972 | −8,8 30.10.1997 | −12 22.11.1993 | −18,4 29.12.1964 | −20,9 1985 |
| Record de chaleur (°C) date du record | 17,9 15.01.1975  | 23,7 27.02.19  | 28,8 25.03.1955 | 29,3 15.04.15   | 32,4 27.05.05   | 40 18.06.22     | 42 25.07.19    | 41,2 05.08.03  | 36,6 07.09.1934 | 32,1 02.10.23   | 23,8 07.11.15  | 20,2 03.12.1953  | 42 2019    |
| Ensoleillement (h)                    | 607              | 851            | 1 448           | 1 767           | 1 968           | 2 111           | 2 286          | 2 257          | 1 815           | 1 195           | 671            | 547              | 17 521     |
| Précipitations (mm)                   | 55,6             | 47,1           | 47,1            | 57,4            | 68,5            | 53,5            | 55,9           | 54,4           | 55,4            | 70,2            | 64,2           | 66,4             | 695,7      |

### Voies de communication et transports
Le territoire communal est desservi par les routes départementales : 4, 25, 25A, 31, 35, 35B, 128 et 72.
La ligne de Salbris au Blanc passe par le territoire communal, une gare dessert la commune. L'autre gare ferroviaire la plus proche est la gare de Gièvres (3 km), sur les lignes de Salbris au Blanc et de Vierzon à Saint-Pierre-des-Corps.
Chabris est desservie par la ligne B du Réseau de mobilité interurbaine.
L'aéroport le plus proche est l'aéroport de Châteauroux-Centre, à 52 km.
Le territoire communal est traversé par le sentier de grande randonnée 41 et par le sentier de grande randonnée de pays de Valençay.

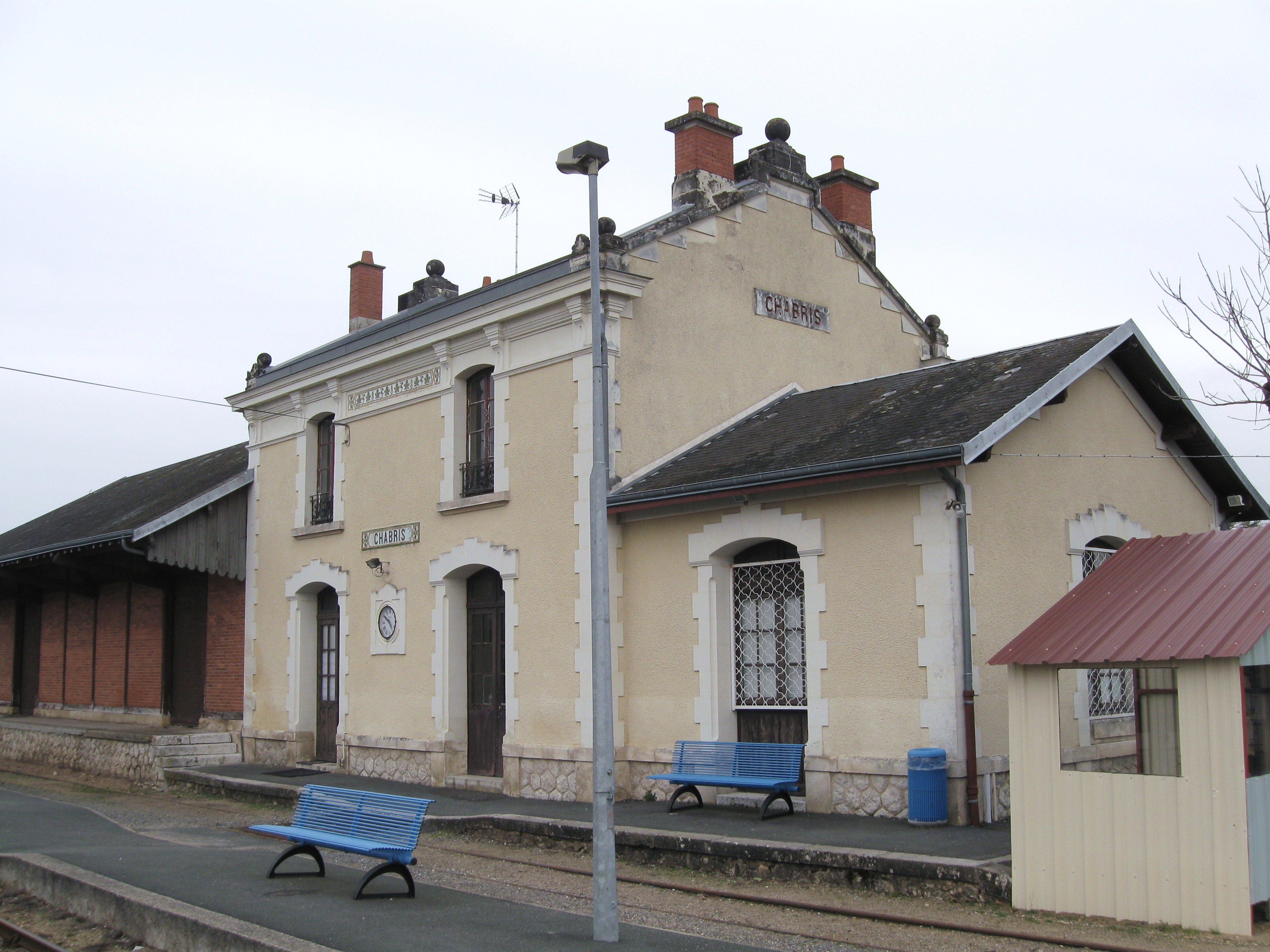
La gare en 2009.

## Urbanisme

### Typologie
Au 1er janvier 2024, Chabris est catégorisée bourg rural, selon la nouvelle grille communale de densité à sept niveaux définie par l'Insee en 2022.
Elle appartient à l'unité urbaine de Chabris, une unité urbaine monocommunale constituant une ville isolée,. Par ailleurs la commune fait partie de l'aire d'attraction de Romorantin-Lanthenay, dont elle est une commune de la couronne,. Cette aire, qui regroupe 29 communes, est catégorisée dans les aires de moins de 50 000 habitants,.

### Occupation des sols
L'occupation des sols de la commune, telle qu'elle ressort de la base de données européenne d’occupation biophysique des sols Corine Land Cover (CLC), est marquée par l'importance des territoires agricoles (85 % en 2018), en diminution par rapport à 1990 (91 %). La répartition détaillée en 2018 est la suivante : 
terres arables (51 %), zones agricoles hétérogènes (22,6 %), prairies (11,4 %), forêts (10 %), zones urbanisées (4,1 %), zones industrielles ou commerciales et réseaux de communication (1 %). L'évolution de l’occupation des sols de la commune et de ses infrastructures peut être observée sur les différentes représentations cartographiques du territoire : la carte de Cassini (XVIIIe siècle), la carte d'état-major (1820-1866) et les cartes ou photos aériennes de l'IGN pour la période actuelle (1950 à aujourd'hui).

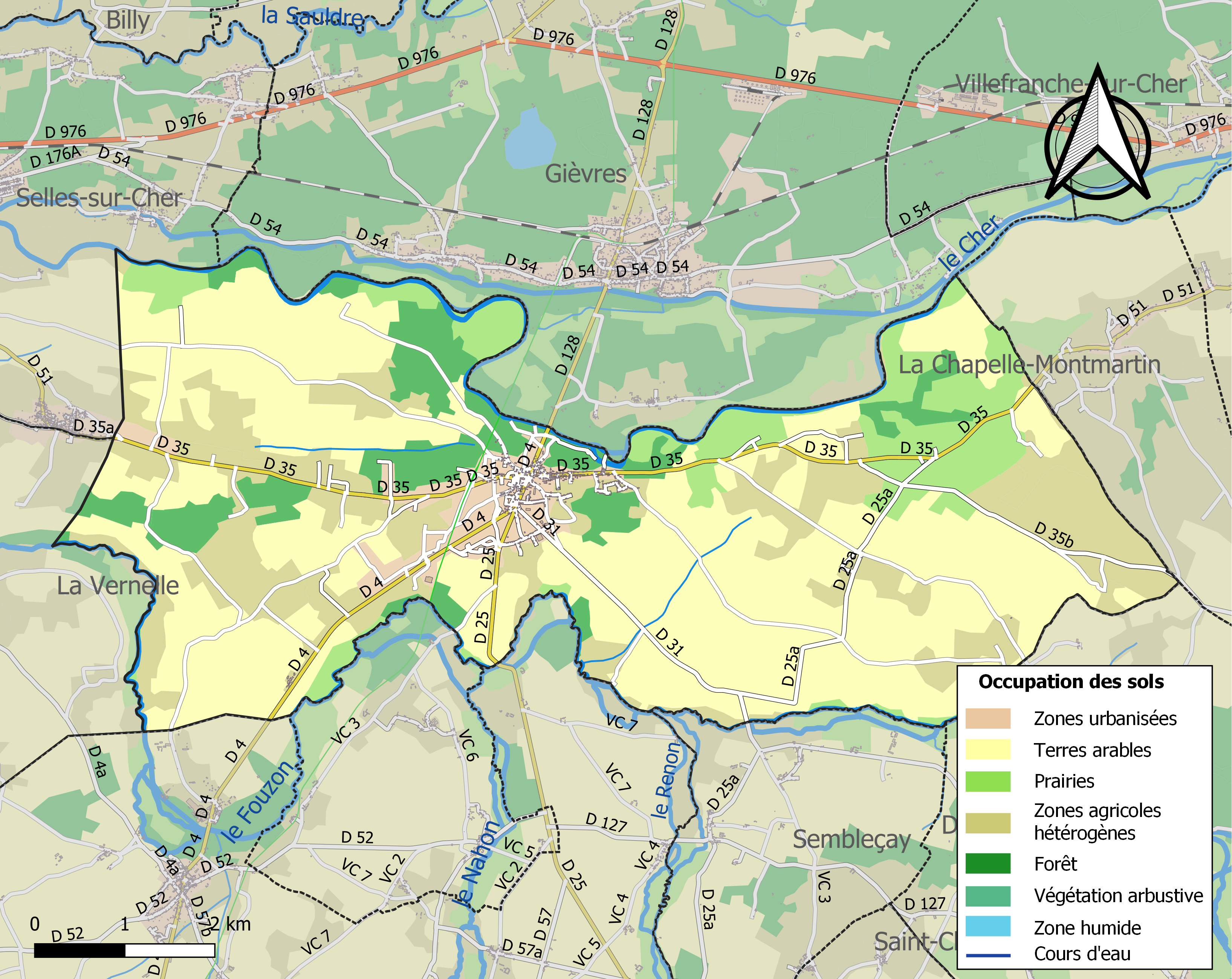
Carte des infrastructures et de l'occupation des sols de la commune en 2018 (CLC).

### Logement
Le tableau ci-dessous présente le détail du secteur des logements de la commune :
| Date du relevé                                              | 2013   | 2015   |
| Nombre total de logements                                   | 1 755  | 1 775  |
| Résidences principales                                      | 74,9 % | 74,9 % |
| Résidences secondaires                                      | 9,4 %  | 9,4 %  |
| Logements vacants                                           | 15,7 % | 15,7 % |
| Part des ménages propriétaires de leur résidence principale | 70,8 % | 70,7 % |

### Risques majeurs
Le territoire de la commune de Chabris est vulnérable à différents aléas naturels : météorologiques (tempête, orage, neige, grand froid, canicule ou sécheresse), inondations, feux de forêts, mouvements de terrains et séisme (sismicité faible). Un site publié par le BRGM permet d'évaluer simplement et rapidement les risques d'un bien localisé soit par son adresse soit par le numéro de sa parcelle.
Certaines parties du territoire communal sont susceptibles d’être affectées par le risque d’inondation par débordement de cours d'eau, notamment le Cher, le Fouzon et le Nahon. La commune a été reconnue en état de catastrophe naturelle au titre des dommages causés par les inondations et coulées de boue survenues en 1982, 1999 et 2016,.
Pour anticiper une remontée des risques de feux de forêt et de végétation vers le nord de la France en lien avec le dérèglement climatique, les services de l’État en région Centre-Val de Loire (DREAL, DRAAF, DDT) avec les SDIS ont réalisé en 2021 un atlas régional du risque de feux de forêt, permettant d’améliorer la connaissance sur les massifs les plus exposés. La commune, étant pour partie dans le massif de Sologne Sud-Ouest, est classée au niveau de risque 1, sur une échelle qui en comporte quatre (1 étant le niveau maximal).

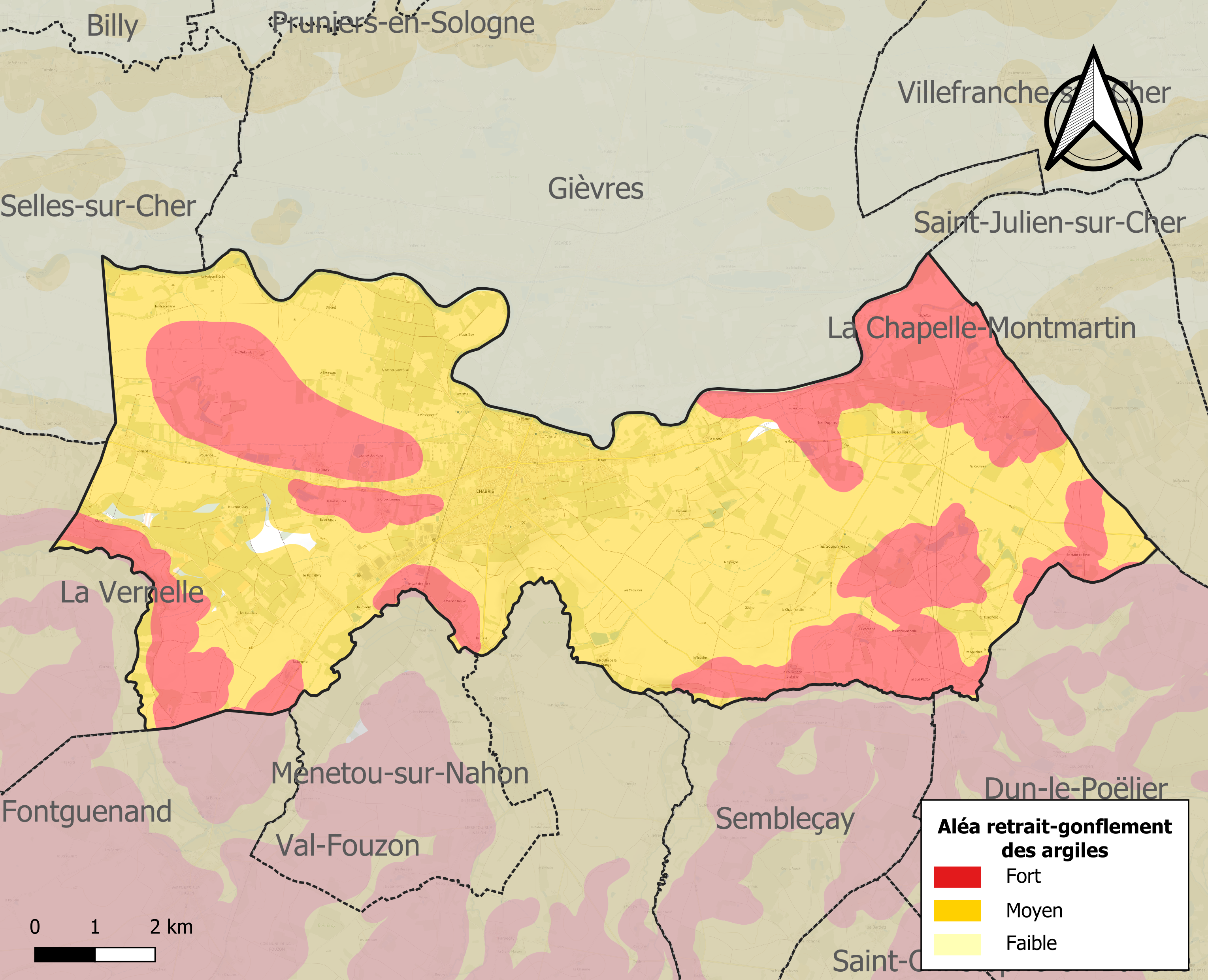
Carte des zones d'aléa retrait-gonflement des sols argileux de Chabris.

Les mouvements de terrains susceptibles de se produire sur la commune sont des tassements différentiels.
Le retrait-gonflement des sols argileux est susceptible d'engendrer des dommages importants aux bâtiments en cas d’alternance de périodes de sécheresse et de pluie. 99 % de la superficie communale est en aléa moyen ou fort (84,7 % au niveau départemental et 48,5 % au niveau national). Sur les 1 680 bâtiments dénombrés sur la commune en 2019, 1680 sont en aléa moyen ou fort, soit 100 %, à comparer aux 86 % au niveau départemental et 54 % au niveau national. Une cartographie de l'exposition du territoire national au retrait gonflement des sols argileux est disponible sur le site du BRGM,.
Concernant les mouvements de terrains, la commune a été reconnue en état de catastrophe naturelle au titre des dommages causés par la sécheresse en 1989, 1991, 1992, 1993, 1995 et 1997 et par des mouvements de terrain en 1999.

## Toponymie
Le nom de la commune apparaît dès l’époque mérovingienne sous la forme vicum Carobrias, puis Vicaria Carbriacensis super fluvium qui dicitur Karus en 990, et Apud Carobrias en 1339.
Il s’agit d’un composé formé de l’hydronyme préceltique Karus (le Cher) et du gaulois briva (« pont »), soit « le pont sur le Cher »,. Un ancien pont sur le Cher, situé au niveau de l’actuel pont de Chambon, a été mis au jour en 1978 par l’équipe archéologique locale.
Ses habitants sont appelés les Chabriots.

## Histoire

### Préhistoire et Antiquité
La fréquentation du territoire de la commune à l’époque préhistorique est attestée par les découvertes d’éclats de silex du Néolithique en différents lieux de la commune.
À la fin du Ve siècle, saint Phalier se retire comme ermite à proximité de Chabris. Il y meurt vers 525.

### Moyen Âge
Au XIIe siècle, Robert d'Arbrissel crée en dépendance de l’ordre de Fontevraud un couvent de sœurs à Glatigny, dépendant du prieuré d'Orsan,.

### De la fin du Moyen Âge à la Révolution
Les archevêques de Bourges possédaient une résidence à Chabris, qui fut fortifiée à la fin du XIIIe siècle, et appelée château de Bourges. Pendant les guerres de Religion, l’église Saint-Phalier est pillée : statue en or du saint, châsse en or, et tout le trésor de l’église sont emportés par les troupes de Coligny en 1572. Le château de Bourges est également pris, pillé et incendié par les huguenots commandés par l’amiral. Abandonné, il disparaît peu à peu.

### Révolution française et Premier Empire
Pendant la Révolution, le monastère de Glatigny est déclaré bien national, et vendu comme tel en 1797.

### XIXeetXXesiècles
Onze habitants de Chabris meurent dans les combats de la guerre franco-prussienne de 1870 ; la Première Guerre mondiale tue cent vingt et un Chabriots.
Le 18 juin 1940, un détachement de la 19e division d’infanterie établit une défense sur le pont de Chabris pour permettre la retraite d’un corps d’armée. Disposant de quelques pièces d’artillerie du 306e régiment d’artillerie, d’un auto-canon de 47 mm et d’un char à canon de 37 mm, la troupe renforcée d’éléments épars livre un combat de retardement à l’armée allemande le 20 juin, avant de se replier. Au total, quatorze Chabriots sont morts en combattant l’Allemagne nazie ou en déportation.
La commune fut rattachée de 1973 à 2015 au canton de Saint-Christophe-en-Bazelle.

## Politique et administration
La commune dépend de l'arrondissement d'Issoudun, du canton de Valençay, de la deuxième circonscription de l'Indre et de la communauté de communes Chabris - Pays de Bazelle.
Elle dispose d'un bureau de poste, d'un centre de secours, d'une gendarmerie, d'un office de tourisme, d'une médiathèque et d'un centre d'entretien et d'exploitation des routes du conseil départemental de l'Indre.
Chabris est jumelée depuis 1979, avec la commune de Lonsee, en Allemagne.

### Liste des maires
| Période                                  | Période      | Identité        | Étiquette    | Qualité |
| ---------------------------------------- | ------------ | --------------- | ------------ | --- |
| Les données manquantes sont à compléter. |              |                 |              | |
| mai 1953                                 | 20 mars 1983 | Octave Gabette  | SFIO puis PS | Directeur d'un cabinet d'études techniques Conseiller général de Saint-Christophe-en-Bazelle (1961 → 1985) |
| 20 mars 1983,                            | 8 août 2013  | Serge Pinault   | RPR puis UMP | Employé de banque retraité Conseiller général de Saint-Christophe-en-Bazelle (1985 → 2013) Vice-président du conseil général (? → 2013) Président de la CC du Pays de Bazelle (1992 → 2013) Décédé en fonction                                                   |
| 8 août 2013,                             | 25 mai 2020  | Mireille Duvoux | UMP-LR       | Retraitée de la fonction publique Conseillère générale de Saint-Christophe-en-Bazelle (2013 → 2015) Conseillère départementale de Valençay (2015 → ) Vice-présidente du conseil départemental (2015 → 2021) Présidente de la CC du Pays de Bazelle (2013 → 2014) |
| 25 mai 2020                              | En cours     | Fabrice Vaury   | DVD          | Contrôleur des finances publiques 1er vice-président de la CC du Pays de Bazelle (2020 → ) |

## Population et société

### Démographie
L'évolution du nombre d'habitants est connue à travers les recensements de la population effectués dans la commune depuis 1793. Pour les communes de moins de 10 000 habitants, une enquête de recensement portant sur toute la population est réalisée tous les cinq ans, les populations de référence des années intermédiaires étant quant à elles estimées par interpolation ou extrapolation. Pour la commune, le premier recensement exhaustif entrant dans le cadre du nouveau dispositif a été réalisé en 2008.

En 2022, la commune comptait 2 762 habitants, en évolution de +0,77 % par rapport à 2016 (Indre : −3 %, France hors Mayotte : +2,11 %).
| 1793  | 1800  | 1806  | 1821  | 1831  | 1836  | 1841  | 1846  | 1851  |
| ----- | ----- | ----- | ----- | ----- | ----- | ----- | ----- | ----- |
| 1 937 | 1 923 | 2 055 | 2 236 | 2 511 | 2 563 | 2 530 | 2 781 | 2 872 |

| 1856  | 1861  | 1866  | 1872  | 1876  | 1881  | 1886  | 1891  | 1896  |
| ----- | ----- | ----- | ----- | ----- | ----- | ----- | ----- | ----- |
| 2 958 | 3 030 | 3 111 | 3 116 | 3 044 | 3 043 | 3 026 | 2 927 | 2 836 |

| 1901  | 1906  | 1911  | 1921  | 1926  | 1931  | 1936  | 1946  | 1954  |
| ----- | ----- | ----- | ----- | ----- | ----- | ----- | ----- | ----- |
| 2 780 | 2 792 | 2 737 | 2 552 | 2 441 | 2 372 | 2 437 | 2 385 | 2 358 |

| 1962  | 1968  | 1975  | 1982  | 1990  | 1999  | 2006  | 2008  | 2013  |
| ----- | ----- | ----- | ----- | ----- | ----- | ----- | ----- | ----- |
| 2 391 | 2 493 | 2 493 | 2 589 | 2 672 | 2 652 | 2 729 | 2 768 | 2 731 |

| 2018  | 2022  | - | - | - | - | - | - | - |
| ----- | ----- | - | - | - | - | - | - | - |
| 2 759 | 2 762 | - | - | - | - | - | - | - |

### Enseignement
La commune dépend de la circonscription académique d'Issoudun.

### Manifestations culturelles et festivités
Le 14 juillet, a lieu une retraite aux flambeaux de la place de la Mairie au Cher, où un feu d'artifice est tiré de l'autre rive. Un bal avec un orchestre, a lieu tous les dimanches de mai à septembre, à la guinguette le long du Cher.

### Sports
La commune dispose d'une piscine couverte de type tournesol, de deux terrains de tennis, d'un complexe sportif, d'un dojo, d'un stade de football et d'un gymnase.

### Médias
La commune est couverte par les médias suivants : La Nouvelle République du Centre-Ouest, Le Berry républicain, L'Écho - La Marseillaise, La Bouinotte, Le Petit Berrichon, France 3 Centre-Val de Loire, Berry Issoudun Première, Vibration, Forum, France Bleu Berry et RCF en Berry.

## Économie
La commune se situe dans l'unité urbaine de Chabris, dans la zone d’emploi de Romorantin-Lanthenay et dans le bassin de vie de Chabris.
La viticulture est l'une des activités de la commune, qui se trouve dans la zone couverte par l'AOC valençay.
La commune se trouve dans l'aire géographique et dans la zone de production du lait, de fabrication et d'affinage du fromage Valençay.
La commune possède un camping deux étoiles, ouvert en juillet-août.
Un camping est présent dans la commune. Il s'agit du camping municipal qui dispose de 100 emplacements.

## Culture locale et patrimoine
- Château de Beauregard
- Église Saint-Christophe-et-Saint-Phalier : les cloches de l’église datent du XVIIe siècle ; elles sont classées monuments historiques au titre objet[60],[61],[62].
- Prieuré de Glatigny
- Oratoire érigé en 1930, en l'honneur de saint Phalier.
- Monument aux morts.

### Labels et distinctions
Chabris a obtenu au concours des villes et villages fleuris :
- deux fleurs en 2004[63], 2005[64], 2006[65], 2007[66] et 2008[67] ;
- trois fleurs en 2011[68], 2013, 2014, 2015 et 2016[69].

### Personnalités liées à la commune
- Emmanuel de Martonne (1873-1955), géographe français, né à Chabris.
- Gaston Lavaud (1900-1977), général d'armée, repose dans le caveau familial du cimetière de Chabris.
- Luc Montagnier (1932-2022), biologiste virologue français, né à Chabris.
- Mikhaïl Ossorguine (1878-1942) écrivain russe ayant passé la fin de sa vie à Chabris. Il a décrit Chabris en détail dans son livre "Dans un endroit tranquille en France".
- Baptiste Canelhas Reiffers (2000- /) footballeur professionnel.

### Héraldique, logotype et devise
| Blason de Chabris | Blason  | D’azur au pont de quatre arches d’argent, maçonné de sable, posé sur une rivière d’argent ; au chef cousu de gueules chargé de trois étoiles d’or. |
| Blason de Chabris | Détails | Le statut officiel du blason reste à déterminer.                                                                                                   |